# Diocesi di Lismore
La diocesi di Lismore (in latino Dioecesis Lismorensis) è una sede della Chiesa cattolica in Australia suffraganea dell'arcidiocesi di Sydney. Nel 2023 contava 113.155 battezzati su 543.186 abitanti. È retta dal vescovo Gregory Homeming, O.C.D.

## Territorio
La diocesi comprende la fascia costiera settentrionale dello stato australiano del Nuovo Galles del Sud.
Sede vescovile è la città di Lismore, dove si trova la cattedrale di San Cartaco.
Il territorio si estende su 28.660 km² ed è suddiviso in 22 parrocchie.

## Storia

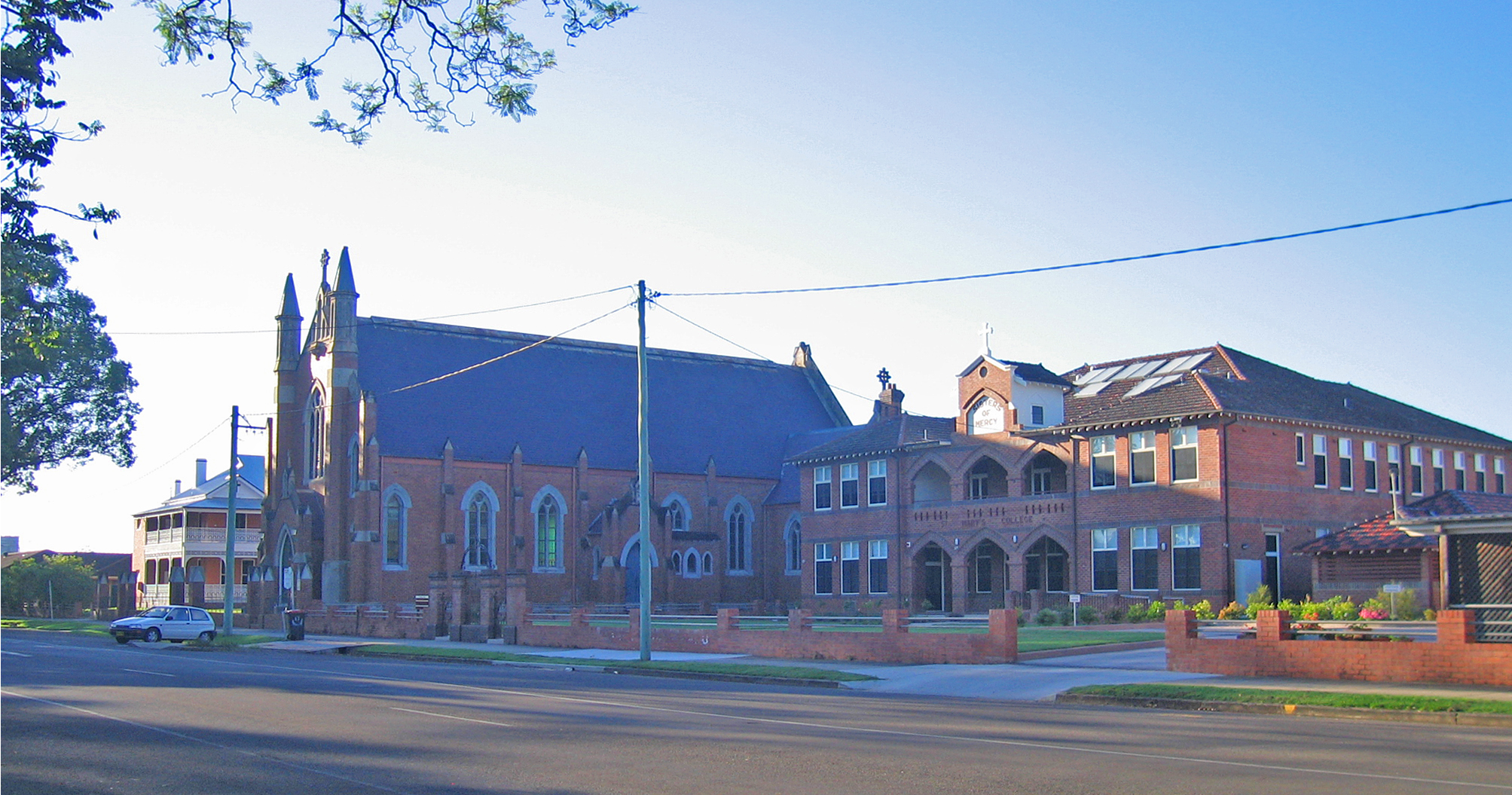
L'antica cattedrale di Grafton.

La diocesi di Grafton fu eretta il 10 maggio 1887 con il breve Ex debito pastoralis di papa Leone XIII, ricavandone il territorio dalla diocesi di Armidale.
Il 13 giugno 1900 la sede vescovile è stata traslata da Grafton a Lismore e la diocesi ha assunto il nome attuale.

## Cronotassi dei vescovi
Si omettono i periodi di sede vacante non superiori ai 2 anni o non storicamente accertati.
- Jeremiah Joseph Doyle † (13 maggio 1887 - 4 giugno 1909 deceduto)
- John Carroll † (2 dicembre 1909 - 8 maggio 1949 deceduto)
- Patrick Joseph Farrelly † (8 maggio 1949 succeduto - 1º settembre 1971 ritirato)
- John Steven Satterthwaite † (1º settembre 1971 succeduto - 1º dicembre 2001 dimesso)
- Geoffrey Hilton Jarrett (1º dicembre 2001 succeduto - 20 dicembre 2016 ritirato)
- Gregory Homeming, O.C.D., dal 20 dicembre 2016

## Statistiche
La diocesi nel 2023 su una popolazione di 543.186 persone contava 113.155 battezzati, corrispondenti al 20,8% del totale.
| anno | popolazione | popolazione | popolazione | presbiteri | presbiteri | presbiteri | presbiteri                | diaconi | religiosi | religiosi | parrocchie |
| anno | battezzati  | totale      | %           | numero     | secolari   | regolari   | battezzati per presbitero | diaconi | uomini    | donne     | parrocchie |
| ---- | ----------- | ----------- | ----------- | ---------- | ---------- | ---------- | ------------------------- | ------- | --------- | --------- | ---------- |
| 1950 | 30.105      | 168.438     | 17,9        | 59         | 45         | 14         | 510                       |         | 10        | 273       | 25         |
| 1966 | 44.710      | 188.288     | 23,7        | 68         | 52         | 16         | 657                       |         | 28        | 330       | 28         |
| 1970 | 45.250      | 187.787     | 24,1        | 119        | 49         | 70         | 380                       |         | 100       | 296       | 28         |
| 1980 | 56.600      | 200.400     | 28,2        | 71         | 57         | 14         | 797                       |         | 37        | 260       | 30         |
| 1990 | 63.920      | 301.000     | 21,2        | 61         | 53         | 8          | 1.047                     |         | 30        | 175       | 30         |
| 1999 | 100.067     | 421.216     | 23,8        | 60         | 49         | 11         | 1.667                     |         | 18        | 154       | 28         |
| 2000 | 100.067     | 421.216     | 23,8        | 63         | 51         | 12         | 1.588                     |         | 19        | 133       | 28         |
| 2001 | 100.067     | 421.216     | 23,8        | 56         | 46         | 10         | 1.786                     | 2       | 17        | 139       | 28         |
| 2002 | 110.770     | 421.219     | 26,3        | 53         | 45         | 8          | 2.090                     | 2       | 15        | 129       | 28         |
| 2003 | 105.609     | 441.734     | 23,9        | 50         | 43         | 7          | 2.112                     | 2       | 16        | 118       | 28         |
| 2004 | 105.609     | 441.734     | 23,9        | 56         | 48         | 8          | 1.885                     | 2       | 19        | 91        | 28         |
| 2013 | 111.444     | 479.754     | 23,2        | 62         | 45         | 17         | 1.797                     | 2       | 27        | 93        | 28         |
| 2016 | 116.870     | 504.200     | 23,2        | 57         | 47         | 10         | 2.050                     | 4       | 17        | 89        | 22         |
| 2019 | 104.583     | 504.442     | 20,7        | 53         | 46         | 7          | 1.973                     | 2       | 14        | 70        | 22         |
| 2021 | 107.640     | 519.640     | 20,7        | 54         | 41         | 13         | 1.993                     | 2       | 19        | 70        | 22         |
| 2023 | 113.155     | 543.186     | 20,8        | 52         | 44         | 8          | 2.176                     | 2       | 13        | 65        | 22         |